# 異度神劍 (遊戲)
《異度神劍》（香港和台湾又译作，中国大陆又译作）是由Monolith Soft製作，并由任天堂在Wii平台上發行的角色扮演遊戲。本作最初于2010年在日本发售，后于2011年在PAL区域发售，随后于2012年在北美发售。新任天堂3DS的移植版于2015年发售，游戏的重製版《異度神劍 終極版》于2020年5月在任天堂Switch平台上发售。本作是异度神剑系列的首部作品，而异度神剑系列是异度系列的子系列。虽然在故事上与异度系列前作没有直接的联系，但本作在美术和叙事上依然延续了异度系列的特色，将奇幻与科幻元素一同融入其中。游戏中，玩家能在分成多个区域的開放世界中穿行，完成与队伍成员的牵绊相关的支线任务。游戏采用基于实时动作的战斗系统，主角在战斗中拥有预知未来的能力。
《异度神剑》的故事发生在两尊曾在远古时期交战的巨型神明（即机神与巨神）的遗骸上。巨神界与机神界如今陷入了一场旷日持久的战争。包括人形种族「荷姆斯族」在内的巨神界居民，与机神界的机械生命「机神兵」展开了激烈的对抗。传说中巨神曾使用的神剑「蒙纳多」，是荷姆斯对抗机神兵大军的关键依仗。主角修尔克居住的殖民地遭到了机神兵的袭击，他的青梅竹马也因此丧命。修尔克意外发现自己能够使用蒙纳多，并与好友莱恩一起踏上了前往机神界的复仇之路。随着游戏的进行，其他角色也会加入主角的队伍。
和《異域神兵》及《異域傳說》一樣，《異度神劍》的內容基本上是由高橋哲哉所創作。《异度神剑》的创意始于2006年6月。当时游戏的执行总监和主要编剧高桥哲哉设想并制作了两位巨人的模型，这两个巨人静止在原地，人们生活在他们的身体上。开发工作于2007年开始，原定标题为「蒙纳多：世界的开端」。为了纪念高桥先前的作品，游戏最终被重新命名为现在的标题。剧本由高桥、动画编剧竹田裕一郎和任天堂派出的编剧服部由里绘负责。音乐由六位不同的作曲家负责，其中包括第一次参与游戏作曲的清田爱未，以及业内老兵下村阳子和光田康典，光田康典编写了游戏的片尾曲。
本作于2009年以原定标题公布，并于次年在日本发售。尽管本作很快在欧洲和大洋洲发售，但在2011年12月之前，其在北美的发行计划一直未被确定。在此期间，名为「降雨行动」的粉丝活动引起了对该游戏的极大关注。游戏一经发布，就获得了好评，被认为是近年来最好的角色扮演游戏之一。其新任天堂3DS移植版成功地将游戏便携化，也因此收获了赞誉。本作的故事尤其受到称赞，许多评论家称其另辟蹊径，并且出乎意料的复杂。本作在日本和西方获得了商业成功，并在推出后的几年内被认为是有史以来最伟大的游戏之一。同一开发团队制作的精神续作《异度神剑X》于2015年在Wii U上推出。正统续作《异度神劍2》于2017年推出，平台为任天堂Switch，并且是系列首次加入繁体与简体中文的作品。第三部作品《异度神剑3》于2022年推出，为本作和《异度神劍2》的共同后传。

## 游戏玩法

位于巨神脚的修尔克（中）和莱恩。《异度神剑》提供了大型、广阔的场景，让玩家进行高度自由的探索

《异度神剑》是一款动作角色扮演（RPG）游戏，玩家使用Wii遥控器和双节棍或传统控制器控制三人小队的其中一位成员。游戏采用了开放世界设计，玩家能够在无缝连接的场景中自由地探索。游戏中存在昼夜循环，游戏内的事件、任务、敌人的强度和道具的出现都会受时间影响：例如，更强大的敌人类型会在晚上出现。虽然时间是自动流动的，并且每隔现实时间中的十分钟就会重复一个昼夜循环，但玩家可以在任何时候将游戏中的时钟调整到所需的时间 。此外，虽然探索是游戏的要素之一，但游戏中有许多可以作为传送点的「地标」，玩家能够在任何时候立即返回该点，节省下跑路的时间。游戏还支持「随时存档」功能，玩家可以在战斗之外的任何时刻保存。游戏还包含二周目模式，可以将玩家第一次游戏的部分进度继承到下一次的游戏中。
探索、完成任务和收集物品是游戏玩法的重要组成部分。游戏鼓励玩家探索宏大的场景，通常允许玩家前往视野中的任何地方。在探索过程中，玩家可以选择接受居住在游戏世界中的各种非玩家角色的支线任务，通常是要求找到某些物品或杀死一定数量的敌人。部分任务在满足条件时就会自动完成，无需手动去找游戏中的角色对话。物品收集这一元素在游戏中以「收集手册」的形式体现 。收集品以蓝色光球的形态散布在场景中，在触碰到光球后，玩家会获得一个随机的收集品，并且可以将其添加到收集手册中；当收集到一定数量时，玩家会得到新道具作为奖励。除了收集手册之外，玩家还可以从击败的敌人身上或以太矿床处获得以太结晶，并通过小游戏「宝珠熔炼」锻造为以太宝珠，将宝珠安装在装备上可以增加战斗属性。
本作有许多会影响游戏的总体流程的系统。「牵绊」系统会追踪游戏中角色和地点之间的关系。「城镇牵绊」记录了游戏中所有有名有姓的角色之间的人际关系，描述他们彼此相处的程度，以及一个城镇对玩家可控方的总体看法。完成任务可以改变角色之间的看法，并开启后续的支线故事。除此以外，「同伴牵绊」记录了队伍同伴之间的感情程度，由浅到深共分五个等级。同伴之间的牵绊可以通过让角色一起参加战斗、赠送礼物或使用「牵绊对话」系统来提升 。「牵绊对话」是两个角色之间的亲密插曲，可以更好地展现一个角色的个性、经历或想法，与同伴的牵绊达到一定程度以上方可观看对话。牵绊系统也与角色在战斗和宝珠熔炼中的合作效率息息相关。玩家可以在游戏中自定义角色的服装和武器。这些变化会直接反映在游戏场景中，甚至出现在过场动画中。

### 战斗系统

《异度神剑》中，修尔克（玩家）、莱恩和菲奥伦与敌对的野生动物之间的战斗

《异度神剑》采用基于实时动作的战斗系统，玩家可以实时操作主控角色，当敌人进入队伍成员的攻击半径时，队员会「自动攻击」。玩家也可以手动执行「战技」攻击，但战技有其限制。玩家只有在每次使用战技后的「填充」期结束后才能再次使用同一战技，而角色专属的「天赋战技」只有在执行了足够次数的自动攻击后才能使用。队伍成员和敌人的生命值（HP）都是有限的，遭到攻击时该数值会减少。耗尽所有敌人的HP即可获得战斗的胜利，但如果玩家控制的角色失去了所有的HP并且无法复活，则算作战斗失败，角色会自动返回到之前经过的地标。玩家可以在战斗中使用回复系战技来恢复HP，也可以让角色在非战斗状态下自动回复HP。在战斗中获胜可以获得经验值，进而通过升级和学会新战技使角色变得更加强大。角色的战技只能在非战斗状态下设置，玩家需要为每位角色单独设置其「战斗面板」。
游戏中还有多个会影响战斗流程的系统。「队伍计量表」会在队伍成员的攻击命中敌人时逐渐填充，填满量表后，玩家可以发动连锁攻击，造成额外伤害。所有队伍成员都有「仇恨值」，其会随着该角色造成伤害的增加而提高。敌人会集中攻击仇恨值较高的角色，玩家从而可以采用引诱和转移敌人的注意力的战术。角色还拥有「士气」计量表：当士气达到最高点时，攻击的命中率会提高，且高概率造成暴击。游戏的「预知」系统，即主角修尔克可以预见敌人的下一攻击，也是战斗的要素之一。得知敌人的潜在危险攻击后，玩家即可通过提醒同伴并指示其发动某一战技，或是使用自身的战技来阻止该次攻击的发生。预知系统与「队伍计量表」挂钩，玩家可以通过提高队伍士气、使用具有特殊效果的战技，以及回避或触发暴击来填充此计量表。计量表共有三格，非战斗状态下会逐渐耗尽，复活角色或向同伴告知预知需要消耗一格计量表。当所有三格都充满时，队伍可以发动连锁攻击。

## 剧情概要

### 故事背景与角色
《异度神剑》的世界在遠古時代只有無盡的天與無盡的海以及兩個巨大的“神”，即機神與巨神。傳說兩神互不相讓的拚死戰鬥，最後兩敗俱傷只剩下遺骸。機神與巨神的遺骸變成兩片大地，即機神界及巨神界。巨神界是有机生命体的家园，其中最主要的是与人类在外观和生物学上几乎相同的人形种族「荷姆斯」；此外，还有体型矮小、浑身毛茸茸的种族「诺彭」，以及其寿命长达几个世纪的鸟形种族「海恩塔」。相反，机神界是具有机械外形的「机神界人」的家园，其寿命长达数千年。巨神与机神的战斗由两界上的生命延续著。所有的生命都会释放出一种名为「以太」的物质，以太既可以被用来释放魔法，也可以作为能源使用。蒙纳多是一把能够控制以太流动的神剑，荷姆斯族依靠它的力量与机神界战斗。当持剑者能完全控制蒙纳多时，蒙纳多还会赋予他预知未来的能力。最後一次大戰發生在故事開始的一年前，英雄丹邦靠神劍蒙納多的力量暫時擊退機神兵，帶來短暫的和平。
游戏的主角修尔克是一位年轻的荷姆斯族科学家，住在巨神界的9号殖民地。在殖民地受到机神兵的攻击时，修尔克启动了蒙纳多。在修尔克的旅途中，许多人加入了他的队伍，他们分别是：修尔克的童年好友、头脑简单的防卫队队员莱恩；本作的女主角、对修尔克有好感的青梅竹马菲奥伦；一年前大战中的英雄、菲奥伦的哥哥丹邦；6号殖民地的救伤兵和狙击手卡露娜；海恩塔族的公主、身为荷姆斯族与海恩塔族的混血儿的梅莉亚·悠古；诺彭族聚居的边境村所选出来的「勇者」力奇。游戏还有其他重要角色：主要反派巨神萨扎；机神梅娜丝；修尔克的师傅迪克森；丹邦的战友、一直希望将神剑「蒙纳多」据为己有的穆姆卡；自称为机神界盟主的机神界人艾机尔；在修尔克的旅程中帮助他的神秘人阿尔维斯。
《终极版》追加了全新的剧情「相连的未来」，设定在主线故事的一年之后。剧情发生在原版游戏中没有探索过的地区「巨神肩」。「相连的未来」讲述了修尔克、梅莉亚和力奇的女儿宁宁以及养子奇诺夺回海恩塔族的皇都阿卡莫托的故事。故事还着重刻画了梅莉亚与曾在主线故事中短暂出场过的同父异母的姐姐塔鲁可之间的关系。

### 情节
游戏的开篇详细介绍了一年前的事件，当时迪克森、丹邦和穆姆卡正在与机神兵大军交战。穆姆卡临阵脱逃；丹邦击败了机神兵，但右臂因为过度使用蒙纳多而瘫痪。如今，主角修尔克在9号殖民地研究蒙纳多，丹邦和菲奥伦也居住在此。不久之后，9号殖民地遭到一群機神兵攻击，领头者是名为「黑色的费斯」的特殊有臉機神兵。丹邦想要再次使用蒙纳多，却已无法承受其力量。修尔克被迫拿起蒙纳多，但他意外地能轻松挥动蒙纳多，并借由蒙纳多获得预知未来的能力。众人压制住了機神兵，但蒙纳多的攻击对黑色的费斯完全无效。黑色的费斯杀死了菲奥伦，随后带领机神兵撤退。修尔克和莱恩一起踏上了前往机神界的复仇之路，在旅途中，卡露娜和丹邦加入了他们的队伍。在修尔克的预知指引下，众人前往海恩塔的皇都，目标是进入监狱岛。在此期间，梅莉亚和力奇也加入其中；修尔克还结识了阿尔维斯，他与修尔克一样具有使用蒙纳多的能力。进入监狱岛后，他们见到了蒙纳多的制造者萨扎。萨扎向修尔克表示，自己能解除蒙纳多无法消灭费斯的限制。原来费斯是通过将人类装入机神兵的方式制造出来的。修尔克接受了萨扎的帮助，蒙纳多解锁了杀伤人类的能力。但在同一时间，机神兵对皇都发起攻击，萨扎被黑色的费斯和另一位名为「费斯·涅墨西斯」的機神兵杀死。在紧随其后的战斗中，费斯·涅墨西斯损坏，众人发现是身体被改造的、已经失忆的菲奥伦在操控它。
菲奥伦失忆一事让修尔克无比沮丧，但在同伴的鼓励下，一行人开始追击黑色的费斯和菲奥伦。正当众人与菲奥伦对话时，黑色的费斯再次袭击了他们，也表明了自己的真实身份是一年前临阵脱逃的穆姆卡。随后，艾机尔出手干预，并将菲奥伦带走。在前往机神界的路上，一行人终于杀死了穆姆卡，然后与艾机尔和菲奥伦对峙。在随后的战斗中，修尔克和菲奥伦一同与队伍分散。在二人独处的过程中，修尔克成功唤醒了菲奥伦的记忆，并了解到有另一个存在正在控制她的身体。在与队友会合后，他们遇到了友善的机神界人芭涅雅。她告诉众人，巨神界人和机神界人曾一直和平相处，直到巨神萨扎无端对机神界发起攻击。自一年前的战争以来，为了让蒙纳多失去作用，艾机尔一直在将巨神界的生命转化为机神兵。众人前去直面艾机尔，此时菲奥伦体内的另一个存在——机神梅娜丝——再度接管了她的身体。为了阻止巨神将其居民作为食物，也为了避免机神再遭攻击，艾机尔重新启动了机神并开始对巨神发动攻击。一行人赶到艾机尔面前阻止他。尽管双方之间的战斗无法避免，修尔克还是想让艾机尔明白，恢复和平是彼此的共同希望。此时，迪克森突然举枪射向修尔克，萨扎借由修尔克的的身体复活了；迪克森表示自己其实是萨扎的使徒。萨扎用蒙纳多消灭了机神，并从菲奥伦的身体里取走了本属于梅娜丝的另一把蒙纳多；一行人带着修尔克的身体惊险逃脱。为了帮助众人逃脱，艾机尔牺牲了自己。
机神被消灭后，纯血的海恩塔族人开始变为非人生物特雷西亚，其唯一目标为清除巨神界的生命。在特雷西亚面前，众人最初无能为力，但修尔克及时觉醒，并成功击退了突袭6号殖民地的特雷西亚。在此期间，大家发现阿尔维斯也是萨扎的使徒。在前往监狱岛与萨扎决战的路上，他们先后击败了海恩塔族的萨扎使徒与迪克森。众人随后直面萨扎，萨扎宣称巨神界的生命只是他的食物和容器，还邀请修尔克成为他的使徒。修尔克拒绝了萨扎，并在随后的战斗中创造出了一把全新的蒙纳多；在蒙纳多的灵魂阿尔维斯的支持下，修尔克杀死了萨扎。萨扎死后，阿尔维斯向修尔克展示了萨扎的身世：萨扎和梅娜丝原本同为人类科学家，他们希望能从一个星球上创造出一个泡沫宇宙。实验以灾难告终，湮灭了原本的宇宙，也导致萨扎和梅娜丝在在新的宇宙里重生为神。阿尔维斯原本是实验站的人工智能。在新的宇宙诞生后，萨扎和梅娜丝以他们的形象创造了生命。因为担心自己会因为被创造物遗忘而消散，萨扎创造了巨神界的循环。随着萨扎的死去，当前的世界正逐渐走向死亡，阿尔维斯请求修尔克作为神重塑世界。但修尔克希望建立一个没有神的世界，那里每个人都能决定自己的命运。在新的世界中，巨神界和机神界的幸存者建立了新的定居点并和平共处。菲奥伦恢复了人形，她和修尔克都期待着阿尔维斯对他们的承诺——在自己的世界之外，还有无尽的世界和种族。

#### 相连的未来
《终极版》的追加剧情「相连的未来」发生在正篇剧情结束一年后。随着世界逐渐恢复，修尔克和梅莉亚在接到海恩塔的皇都阿卡莫托已经重新出现的报告后，一起前往巨神肩的残余地区；两位年轻的诺彭「奇诺」和「宁宁」也偷偷登上了飞船，一同来到了巨神肩。他们的飞船受到了来自阿卡莫托的黑雾的能量束攻击，并因此坠落。他们从当地的海恩塔前哨了解到，这片土地正受到「雾乃王」的攻击，雾乃王是某种来自当前世界之外的存在。修尔克和梅莉亚帮助解决了海恩塔驻军和当地一个居住着机神界人的城镇之间的矛盾，而梅莉亚则与在该地区研究雾乃王的塔鲁可达成了和解。修尔克和梅莉亚最终找到了削弱雾乃王的方法，在幸存的特雷西亚的帮助下，夺回了阿卡莫托。剧情最后，梅莉亚加冕为海恩塔的女王。

## 开发
《异度神剑》由日本公司Monolith Soft开发，高桥哲哉提供了本作的原始创意，并担任执行总监一职。高桥曾在20世纪90年代开发了《异度装甲》，并于1999年创立了Monolith Soft，随后开发了《异度传说》三部曲。异度传说系列原本计划有六部作品，但低迷的商业表现迫使最终成品只有计划中的一半。在这之后，整个开发团队都处于士气低落的状态。2006年6月，高桥构思了《异度神剑》的最初创意，即人们生活在巨大的神的身体上。他被这个想法所打动，立即将它记在纸上。高桥把草稿向给其他的高层员工展示，给他们留下了良好的印象。作为公司高管，本根康之认为这个点子可以制成一个不错的立体模型，并购买了材料来制作。模型的建造于7月开始：在此期间，工作人员充当模特摆出不同的姿势，以便高桥确定神的身体的哪些部分可以作为可居住和探索的环境。
在模型完工后，高桥决定将模型的创意与一个并不相关的故事构思结合起来，在工作人员的积极反馈下，这成为新游戏的基础。高桥后来表示，开发本作的主要原因之一是要在《异度传说》的商业失败后鼓舞团队的士气。在《天灾：危机之日》进入最后开发阶段前，团队首次向任天堂展示了他们的企划。游戏的开发工作始于其发售的四年前，第一个原型是在2007年4月开发的。因为横田弦纪以前有RPG的经验，任天堂在此阶段派他担任联合总监，处理与系统有关的问题。在就《异度神剑》和同为Wii平台的JRPG《最后的故事》进行交流后，任天堂授权部门负责人波多野信治向高桥和坂口博信表示，这两部游戏是为广泛的受众制作的，应当采用「浪漫主义的手法」。从最初的创意到最终的调试阶段，高桥参与了游戏开发的每个方面。在开发之初，本作是一部与异度系列无关的独立作品，标题为《蒙纳多：世界的开端》。后来，时任任天堂总裁岩田聪将标题改为现名，以纪念高桥过去的作品和他在《异度神剑》中投入的努力。据高桥说，「Xeno」的命名更像是一个符号，让人联想起Monolith Soft以前的作品。在描述标题的含义时，高桥将「Xeno」解释为「异质的」或「特色的」，而「Blade」部分则与叙事（特别是游戏的结局）紧密相连。
对高桥来说，本作的一个关键要素是在游戏性和故事性之间创造一个理想的平衡，他认为这一点是其他过于注重故事的JRPG所缺乏的。与当时其他RPG相比，异度传说系列和《霸天开拓史 永恒之翼与失落之海》被认为已经过时，这影响了高桥在平衡游戏性和故事性方面的工作。修尔克能预见未来的机制是整个战斗系统的基础。高桥曾短暂地试验过一个包含该机制的回合制战斗系统，但没有成功。另一方面，高桥决定不在场景画面和战斗画面之间进行切换，因为他认为这样的切换会对游玩体验产生负面影响。本作的特点是完全开放的世界，高桥将其描述为「如MMORPG般压倒性的」规模，并称世界的大小大致相当于日本列岛。高桥希望展现宏伟的游戏体验，这造就了游戏世界的庞大规模。除此之外，高桥认为异度传说系列的开发方法已经走入了「死胡同」，于是大幅削减了本作过场动画的数量和长度。制作团队既希望创建一个广大的世界，又想激励玩家进行探索，这就需要制作大量的内容（如道具和任务）。本作的玩法同时受到了以前的日本RPG和西方RPG的影响。在团队遇到困难时，为了赶上开发的最终期限，高桥在「泄气」的状态下找山上仁志咨询是否要做出妥协，刪掉一部分内容。山上拒绝了高桥的建议，并让团队坚持他们的设想，表示自己会说服任天堂继续支持他们。

### 剧本
本作的剧本由高桥、竹田裕一郎和服部由里绘创作。高桥负责主要创意，但由于他将担任总监和执行制作人，他无法同时承担完整的剧本创作任务，因此他邀请竹田帮助他创作剧情。竹田是一位动画编剧，此前曾与高桥合作将《异度传说 一章》改编为动画，此外还为《异度传说I·II》撰写了剧本。高桥刻意选择了电子游戏行业以外的人，因为他希望从不同的角度来看待故事的节奏。在早期开发阶段，因为服部有为任天堂游戏设计剧本的经验，任天堂派她从客观的角度看待高桥和竹田的剧本。剧本中的一个关键因素是规模感的对比，高桥将其称为「微观和宏观领域的对比」，而故事的主题是主角们踏上一场波澜壮阔的旅程，并克服早已注定的未来。尽管《异度神剑》包含了多种奇幻元素，但本作是以科幻为前提的，只是科幻元素在前期保持低调。
尽管高桥和竹田之前有合作，但这是他们第一次如此密切地在一个项目上共事。竹田发现这项工作比他最初预计的要困难：他之前的工作多数是为单集时长为20至25分钟的动画编写剧本。与动画相比，为《异度神剑》编写剧本的工作量要大得多，但这也为故事情节的表达提供了更多的自由。另一方面，竹田在动画行业的经验使高桥能够轻松地规划游戏的架构和时间安排。在最初的写作阶段，高桥没有给竹田精确的指示：相反，他给了竹田一个基本的大纲，然后二人不断互相传递修改后的剧本，以消除粗糙的元素。在此期间，制作人川畑真吾和小島幸也参与了剧本创作。高桥将其比作玩拋接球游戏，但他并不常这样创作游戏剧本。结局经过了修改：虽然高桥和竹田认为他们已经安排了一个相当明白的结局，但服部仍然感到不满意。在重新审视之后，高桥和竹田意识到，这个结局对于外人而言会难以理解。于是他们重写了结局，使玩家更容易理解。最终的剧本包含了大量的台词（包括了战斗中的对话），这加重了录音时的工作量。因为付出了努力，高桥强调要尽可能多地使用这些对话，但他有时也觉得对话太多了。最后，因为测试人员认为角色说得太多，他们削减了一些对话。与同类型的其他游戏相比，高桥刻意采用了更加成熟和低调的写作风格。
主角修尔克得到了高桥和竹田的特别关注。高桥注意到，在大多数RPG中，即使其他角色成为粉丝的最爱，主角也很容易被嫌弃。因此，使修尔克尽可能地吸引玩家是剧本写作的优先事项之一。在此期间，有人建议将修尔克作为一个沉默的主角，但其他工作人员普遍希望他能说话。除此之外，高桥需要面对角色有语音的RPG都应处理的问题，即恰当地塑造角色，并编写他们之间的对话。竹田最喜欢的同伴角色是力奇：表面上力奇的嘴巴很賤，是一个不讨人喜欢的角色，但他可爱的声音和外表对其起到了平衡的作用。服部有意见的情节之一是修尔克和菲奥伦相处的一幕：为了展现修尔克与菲奥伦之间的关系，原来的情节是修尔克触摸菲奥伦的脸颊，服部认为这看起来会「令人不舒服」。团队修改了这一幕，将其改成修尔克握住她的手。在开发早期，竹田提出可以让主角的一位队友在最后背叛他们成为敌人。但高桥拒绝了这个想法，因为他认为这与玩家的期望相悖。在开发过程中，故事经历了多次修改，以至于高桥忘记了他最初的创意是什么，但剧情的基本框架始终保持不变。

### 音乐

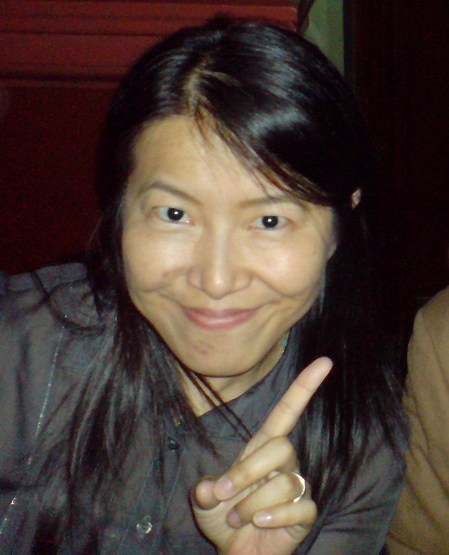
下村阳子，本作的众多作曲家之一

《异度神剑》的原创配乐由清田爱未、ACE+（由工藤友利、CHiCO和平松建治组成的音乐制作小组）和下村阳子创作。与开发的其他部分一样，高桥也深度参与了音乐的创作，并拒绝了许多他认为不合适的作品。高桥承认，这是因为他给作曲团队提供了适合场景的样本音乐作为参考，但团队过于受这些样本影响而无法表现各自的特色。在高桥的请求下，植松伸夫的唱片公司Dog Ear Records协助了音乐制作。
音乐团队由下村领导，她也借此机会使用了自己并不常用的声音（如电吉他）。下村最初对曲目的古怪命名感到非常困惑。清田在游戏音乐方面的工作经验尚浅；她接受了Dog Ear Records让她创作音乐的提议。ACE+也是由Dog Ear Records推荐给高桥的。清田负责场景曲目，而ACE+除了负责场景曲目外，还负责战斗曲目。团队的主要目标是创造出超越传统RPG音乐的作品。在回顾作曲的经历时，CHiCO把六位作曲家的作品的和谐归功于高桥的组织和整体指导。最终的配乐包含了大约九十首曲目。对下村来说，最困难的曲目之一是一段九分钟曲目，高桥需要这段曲目和一段过场动画相配合。后来，高桥表示这首曲子需要在中间有转折，等于是需要创作两个主题音乐并连在一起。游戏的大部分音乐是由清田和ACE+编写的，下村编写了11首曲目。音乐是在东京的Burnish Stone录音室录制的。CHiCO、清田和郡正夫负责了乐曲中的合唱工作。

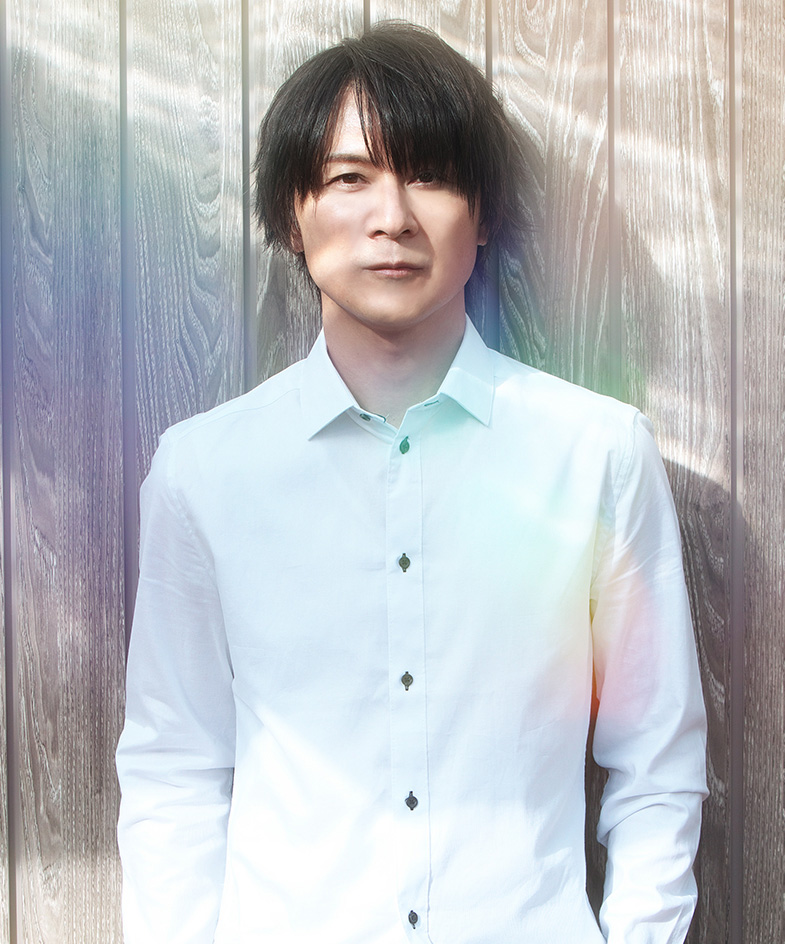
光田康典创作了游戏的片尾曲《Beyond the Sky》

游戏的片尾曲《Beyond the Sky》由光田康典作曲，并由澳大利亚歌手Sarah Àlainn用英语演唱。光田的加入既是因为他曾创作了《异度装甲》和《异度传说 一章》的原声带，也是因为高桥与他的长期工作关系。高桥本人亲自为这首曲子写了日文歌词，由Lisa Gomamoto翻译成英文。当团队联系上光田时，这个项目已经接近完成，只剩下很少的开发和作曲工作。尽管如此，在创作曲子的主旋律之前，光田询问他是否可以阅读剧本。得到许可后，他发现剧本比他预期的要长得多。光田的任务是创作游戏中最重要的片尾曲，这给带他来了很大的压力。这首曲子需要与其他作曲家的配乐有连贯性和一致性，并与高桥对游戏结局的宏伟愿景相融合。
游戏的官方原声专辑《Xenoblade Original Soundtrack》于2010年6月23日由Dog Ear Records发行。它以第80位登上Oricon排行榜，并在榜上停留了五周。在发行时，这张专辑得到了评论家的赞扬：虽然多位评论家对下村和光田的贡献没有原来想象的那么大感到惊讶，但他们认为清田和ACE+创作的大部分音乐都令人满足。《Beyond the Sky》也得到了一致的赞扬。

## 发行
《异度神剑》在E3 2009期间公布。直到2010年初，本作的正式名称和发行窗口才与《最后的故事》一起公布。该游戏于2010年6月10日在日本发售。在日本发行一年多后，它被确认在欧洲地区以「Xenoblade Chronicles」的标题发行。欧版游戏包含了英语和日语语音。据修尔克的英文配音演员Adam Howden说，他在试镜前没有得到很多信息，而且在录制时也没有得到完整的剧本。据他说，翻译后的剧本需要修改，因为有些台词比日本原版更长或更短，他被告知要给修尔克一个中性的英国口音的声音。关于游戏的本地化，高桥表示，虽然在游戏的英文版本中做了一些小的改动，比如一些程序错误的修复，对游戏平衡的小调整，以及对一些文字内容的轻微改写，但这些改动并没有带来任何显著的差异。欧版最初计划于2011年9月2日发售，但最终提前两周于8月19日发售。除了标准版之外，欧洲任天堂还推出了附带有红色Wii经典控制器Pro的特别版。本作后于2015年8月5日在欧洲的Wii U的Nintendo eShop上提供下载版。
然而，在本作被确认将在欧洲发行时，它并未被正式确认在北美发行。此外，虽然该项目是在E3 2009上宣布的，但成品游戏却完全没有出现在E3 2011上。在法国电视台Nolife的采访中，任天堂法国公司的市场经理Mathieu Minel表示，欧洲任天堂曾希望在E3上展示该游戏，但美国任天堂没有同意。这个采访引发了该游戏不会在北美发行的猜测。作为回应，粉丝发起了名为降雨行动的专门活动，目标是让更多粉丝关注到Wii平台上三款未在北美推出的RPG的遭遇，即《异度神剑》、《夢幻終章》和《潘多拉之塔》。降雨行动使用的活动策略包括发送电子邮件、组织社会运动、在线请愿、拨打电话以及在任天堂的Facebook和Twitter账户下留言。最值得注意的是，活动呼吁通过Amazon.com上的《莫纳多：世界的开端》的占位页面预购游戏。在参与者的努力下，《异度神剑》成为该网站预购游戏排行榜的第一名，击败了《塞尔达传说 时之笛 3D》和《決勝時刻：黑色行動》的PlayStation 3捆绑版。该活动还得到了《最后的故事》的开发商Mistwalker以及《異域神兵》和異域傳說系列的编剧嵯峨空哉的支持。高桥后来说，Monolith Soft开发游戏时认为它将在海外发行。
在这些活动之后的几个月里，美国任天堂公司正式发表声明：尽管已经了解到玩家对上述游戏的大量需求，但他们目前没有计划在北美发行这三款游戏。当游戏零售商GameStop的网站上列出本作时，最终出现了其将在北美发行的传言。此后不久，任天堂正式宣布将在北美发行本作。在2013年的一次采访中，任天堂美国公司总裁雷吉·菲尔斯-埃米透露，在降雨行动活跃期间，任天堂正在考虑在美国发行《异度神剑》，虽然该活动并不影响他们的决定，但他们知道它，并在决定北美版是否有利可图时考虑到了该活动。《异度神剑》最终于2012年4月6日在北美发售。它在北美是作为任天堂美国商店和GameStop网站及商店的独占商品发售的。eShop版本于2016年4月28日在北美地区发布。

### 新任天堂3DS版
2015年4月，为新任天堂3DS开发的移植版在全球发售，日版游戏仍用原标题，英文版标题则改为。游戏支持瞬缘连接功能，并兼容修尔克的amiibo。该移植版最初是在2014年8月与新任天堂3DS一起公布的，並且無法在舊有的3DS及2DS上遊玩。移植版由Monster Games共同开发，他们经常与任天堂合作开发广受好评的游戏。由于Monolith Soft的员工已经在开发异度神剑系列的下一款作品，任天堂要求Monster Games进行这项工作。移植工作始于2013年秋冬季，最初是为原版任天堂3DS开发的。但早期的测试表明，由于Wii的性能比原版3DS更强大，原版3DS缺乏有效运行游戏的内存和性能。在听到新3DS的消息后，开发商决定利用其增强的性能来实现移植游戏的目标。由于新3DS采用了机能更强劲的CPU，所以才有能使本作在其平台运行的可能性。新3DS拥有两个肩部按键（ZL和ZR）和C-Stick，这意味着可以直接使用原来的Wii经典控制器的按键布局。移植版做了一些改动：为了减少上屏的混乱，屏幕上的许多信息被移到了底部的触摸屏上；同时仔细调整了界面布局，以尽可能地保持原作的感觉。
为了保持稳定的帧率和场景之间的无缝过渡，他们使用了未透露的「技术窍门」。他们还努力在游戏中加入3D效果，尽管由此带来了技术困难。开发中最困难的部分是在新的硬件上保证游戏的规模。这就需要创建一个新的图形引擎，该引擎具有自定义的可见度剔除和复杂的细节层次系统。所有的场景都是为新系统重建和优化的，同时保持了原有的美感。游戏的长度是将游戏移植到新3DS而不是家用游戏机Wii U上的原因：现代玩家越来越习惯于便携的、快速的游戏时段，他们可能会对过长的游戏感到畏惧。

### 異度神劍 終極版
在2019年9月5日的任天堂直面会上，游戏的重製版《異度神劍 終極版》作为最后的压轴作品登场。《終極版》提升了游戏的视觉效果、将音乐重新编曲、更新了用户界面，加入简体和繁体中文，并且做出了其他改进，让模型的美术风格更加贴近续作《异度神剑2》。《終極版》追加了全新的尾声剧情「相连的未来」，设定在主游戏事件的一年后，以梅莉亚为核心人物。游戏于2020年5月29日在任天堂Switch平台上发售。

## 反响
| 汇总媒体   | 得分   | 得分   | 得分   |
| 汇总媒体   | Wii    | 3DS    | NS     |
| ---------- | ------ | ------ | ------ |
| Metacritic | 92/100 | 86/100 | 89/100 |

| 媒体           | 得分   | 得分   | 得分        |
| 媒体           | Wii    | 3DS    | NS          |
| -------------- | ------ | ------ | ----------- |
| Edge           | 9/10   | 不适用 | 不适用      |
| Eurogamer      | 9/10   | 不适用 | Recommended |
| Game Informer  | 9.5/10 | 9/10   | 不适用      |
| GamePro        | [ 87 ] | 不适用 | 不适用      |
| GamesRadar+    | [ 88 ] | [ 89 ] | 不适用      |
| GameSpot       | 9/10   | 不适用 | 9/10        |
| GamesTM        | 不适用 | 9/10   | 不适用      |
| GameTrailers   | 9.3/10 | 不适用 | 不适用      |
| IGN            | 9/10   | 8.7/10 | 8/10        |
| Joystiq        | [ 97 ] | 不适用 | 不适用      |
| NGamer         | 93%    | 不适用 | 不适用      |
| 官方任天堂杂志 | 92%    | 不适用 | 不适用      |
| PALGN          | 9.5/10 | 不适用 | 不适用      |
| Fami通         | 36/40  | 不适用 | 36/40       |

自发售以来，《異度神劍》就广受好评，在Digital Spy、Joystiq、《GamePro》和RPGamer的评测中获得了满分，其他大多数游戏网站和杂志的评分也接近满分。根据评论汇总网站Metacritic的评价，这款游戏获得了「普遍好评」
。
许多评论认为，游戏故事的前提较为常规，但故事本身很有新意，并且引人入胜。本作的开放性为该类型的游戏（JRPG）带来了可喜的变化：IGN的凯扎·麦克唐纳表示，她原本认为此类游戏都与《最终幻想XIII》大同小异，是线性且故事驱动的，但是《异度神剑》完全出乎她的意料。本作的战斗系统和任务系统也获得了好评，后者因其人性化的操作方式被认为是该游戏类型中的一大进步。本作的画面收到了普遍的批评。让多个评论家失望的是，与其他同时代的主机游戏相比，本作的画面缺乏打磨。IGN、Eurogamer和《Edge》都赞扬本作代表了JPRG这一游戏类型的复兴与凯旋，同时称其为最佳JPRG之一。许多评论家认为游戏的战斗系统，以及其带来的游戏性，比《最终幻想XII》更胜一筹。
根据Metacritic的数据，新3DS的移植版也获得了「普遍好评」。移植版普遍受到与原版《异度神剑》类似的赞誉：关于其游戏性和故事的许多赞誉都与原版相同，而新的赞誉则来自于开发商将如此大规模的RPG成功移植到3DS平台上的努力。尽管如此，评论家们认为移植版的画质降级和缺乏3D效果是对其扣分的因素，这导致移植版的分数普遍低于原版。

### 奖项
本作獲得2011年日本游戲大獎優秀獎。在IGN的2012年度最佳奖项中，本作被评为「最佳Wii/Wii U游戏」及「最佳Wii/Wii U故事」。它还获得了「最佳角色扮演游戏」和「最佳故事」类别的提名。在同年RPGFan的「年度游戏」评选中，本作被评为「最佳传统RPG」，并在「最佳战斗」和「最佳RPG」这两项中输给了《质量效应3》获得第二。它还击败了《女神异闻录4 黄金版》，获得该网站的「读者选择最佳RPG」奖；24%的读者投票给了《异度神剑》。在RPGamer的2012年度最佳奖项中，它被评为年度最佳RPG，同时还获得了「最佳故事」和「最佳音乐」奖。在2012年金摇杆奖上，本作被提名为「最佳RPG」，但输给了《上古卷轴5：天际》。《偏锋杂志》将其评为2012年的「年度游戏」。

### 销量
在发售后的首周里，《异度神剑》登上了日本游戏排行榜的榜首，共售出了8万份。截至2010年底，本作已售出超过16.1万份，成为当年第八畅销的Wii游戏，并最终在2013年底达到近20万份。在英国的排行榜上，尽管存在库存不足的问题，但《异度神剑》初次登上了总榜第7位，在Wii平台的游戏排行榜上排到第2位。根据Gamasutra的数据，在发售的首周，本作是英国第四畅销的游戏。在美国的游戏排行榜中，由于本作是部分零售商独占销售的，因此被排除在NPD集团的月度评估之外。投资银行公司Piper Jaffray估计它是2012年4月期间美国最畅销的游戏之一，与《质量效应3》和《原型兵器2》并列。在后来的采访中，制作人高桥哲哉表示本作在西方比在日本卖得更好。
相较而言，新3DS移植版的销量不佳，在日本首周卖出56932份。截至2015年6月底，已售出约78000份日版游戏。在英国排行榜上，该游戏首次出现在榜上第27位，成为该周任天堂第三大畅销产品。根据NPD集团的数据，该游戏的销量低于7.5万，未能进入前十。然而，任天堂表示，该游戏是该周第五畅销的平台独占游戏。
截至2020年12月，《异度神剑 终极版》已售出152万份。2022年的CESA游戏白皮书显示，截至2021年12月，《异度神剑 终极版》已售出168万份。

## 后续

### 其他作品
修尔克是跨界格鬥遊戲任天堂明星大乱斗系列中的参战角色，在《3DS/Wii U》及《特别版》中登场。原作中的地点「高鲁平原」成为了对战场地，对战时会播放原作中的部分音乐；反派角色「黑色的费斯」会在场地中出现，阻碍对战者的行动；当修尔克发动最终绝招时，丹邦和力奇会出现在他身旁（在《特别版》中，菲奥伦也会登场）。此外，力奇还作为辅助模型登场，使用战技扰乱对手。菲奥伦是跨界游戏《交叉领域计划2》中的可用角色，与异度传说系列的角色KOS-MOS一同代表异度系列登场，并与反派角色黑色的费斯对抗。

### 续作
借助从《异度神剑》的开发中获得的经验及反馈意见，高桥和团队在Wii U平台开发了精神续作《异度神剑X》，于2015年在全球发售。正统续作《异度神剑2》是本作的平行故事，于2017年12月在全球发售于任天堂Switch平台；作为擴充票的一部分，修尔克和菲奥伦以异刃的形式登场，供玩家招募。《异度神剑》和《异度神剑2》的共同续作《异度神剑3》于2022年推出。《异度神剑3》多处影射了本作，梅莉亚也是《异度神剑3》故事的重要配角。扩充故事「崭新的未来」发生在前两部游戏和第三部游戏的事件之间，修尔克和阿尔维斯再次登场（前者是可用角色）；此外，修尔克和菲奥伦的儿子尼克尔也是可用角色。

## 外部連結
Wii
- 官方网站（日語）
- 官方网站（英文）（网页存档）

新任天堂3DS
- 官方网站（日語）
- 官方网站（英文）（网页存档）

任天堂Switch
- 官方网站：日文、繁体中文（香港）